# Subarashiki Nichiyōbi
Subarashiki Nichiyōbi (素晴らしき日曜日, Un diumenge meravellós) és una pel·lícula japonesa del 1947 dirigida per Akira Kurosawa. És en blanc i negre, dura 108 minuts i Kurosawa també col·laborà en el guió.
La pel·lícula va ser realitzada durant l'ocupació nord-americana del Japó el 1947 i mostra alguns dels reptes que van haver de fer front a Tòquio durant la postguerra. Destaca, dins la manera de fer de Kurosawa, que la protagonista, Masako, trenca la quarta paret cap al final del film.

## Argument
Yuzo i la seva promesa, Masako, passen un diumenge junt a les ruïnes de la ciutat deTòquio, destruïda per la segona guerra mundial. És la primera part d'una trilogia que examina la sensibilitat japonesa en el període immediat de postguerra.Junts tenen 35 iens i es comprometen a fer-los durar per fer malgrat tot un diumenge meravellós.

## Repartiment[1]
- Chieko Nakakita com a Masako
- Isao Numasaki com a Yuzo
- Midori Ariyama com a Sono, amant de Yamiya
- Masau Smikizu com al director de la sala del ball
- Ichiro Sugai com a Yamiya, personatge del mercat negre

## Premis
- Mainichi Film Awards – «Millor director» i «Millor guió original», 1948.[5][6]